# Kandalanu
Kandalanu   (segle VII aC - 627 aC) va ser l'últim rei de la X Dinastia de Babilònia. Segons la Llista dels reis de Babilònia va regnar de l'any 647 aC al 627 aC.
Gairebé no se sap res del seu regnat, excepte que va poder celebrar en pau totes les festes d'Any Nou a Babilònia i a Borsippa, i que el seu territori estava reduït a més de les ciutats de Babilònia i Borsippa, a Sippar i Uruk, ja que les altres ciutats estaven sota control de guarnicions assíries. De fet, encara que portés el títol de rei, només era un governador designat per Assurbanipal, que el va nomenar després d'expulsar i matar al príncep assiri i germà seu Xamaix-xuma-ukin, l'anterior rei de Babilònia. Va morir l'any 627 aC, i els babilonis no van tenir pressa en nomenar un nou rei. Una crònica posterior diu que "durant un any no hi va haver rei al país", i els escribes anomenaven aquell període com "l'any 21 després de Kandalanu" pels últims mesos de l'any, i "l'any 22 després de Kandalanu" per l'any següent. Davant de la indecisió o impossibilitat dels assiris per nomenar un nou rei a Babilònia, el caldeu Nabopolassar va aprofitar els aldarulls que s'havien produït a la mort d'Assurbanipal i es va proclamar rei, després d'algunes lluites i conquestes. Nabopolassar va ser el primer rei de la Dinastia Neobabilònica o Caldea.